# Francisco Narvaez
Pour le chef d'entreprise et politique argentin, voir Francisco de Narváez. Pour le footballeur espagnol, voir Francisco Miguel Narváez Machón.
Francisco José Narváez (Porlamar, île de Margarita, 4 octobre 1905 - Caracas, 7 juillet 1982), artiste plastique vénézuélien, est un des plus importants sculpteurs de son pays, créateur entre beaucoup d'autres œuvres du célèbre groupe escultórico "Les Toninas", qui orne la fontaine de la Place Ou'Leary à Caracas.

## Biographie
Narváez, fils de l'ébéniste et restaurateur José Lorenzo Narváez et de Vicenta Emilia Rivera, s'est déplacé encore adolescent à Caracas, où il a commencé à étudier à l'Académie des Beaux-Arts de Caracas. En 1928 il a embarqué vers Paris, où il suivit des cours à l'Académie Julian et il a établi des liens avec le mouvement de Montparnasse, où Modigliani, Raoul Dufy et Moisés Kislingil l'influenceront de manière importante.
Narváez retourne au Venezuela en 1931, et peu d'années après il commence à collaborer avec l'architecte Carlos Raúl Villanueva, qui avait l'habitude de commander au sculpteur des pièces neoespartano pour les œuvres architecturales qu'il entreprenait. C'est pour cette raison que l'on peut apprécier l'œuvre sculptée de Narváez dans la fontaine du parc Carabobo, dans les reliefs des façades du musées des Beaux-Arts et Sciences Naturelles, et le groupe de pièces pour la fontaine de la place O'Leary, dans le quartier El Silencio, dénommées "Les Toninas"; toutes dans la ville de Caracas. 
En 1939, il se rend à New York afin de décorer le pavillon du Venezuela de l'exposition internationale qui se tenait cette année dans la metropole américaine et y a exposé les œuvres Café y Frutas (Café et Fruits), actuellement au lycée Andrés Bello de Caracas, et Perlas y Cacao (Perles et Cacao), au lycée Fermín Toro de Caracas). 
En 1949 il se marie avec Lobelia Benítez Lugo et en décembre de la même année naît sa première fille, Carolina. Il réalise aussi une statue de "Fermín Toro"; sculpture en pierre de Cumarebo taille à point, placée dans la cour intérieure du lycée Fermín Toro, à Caracas.

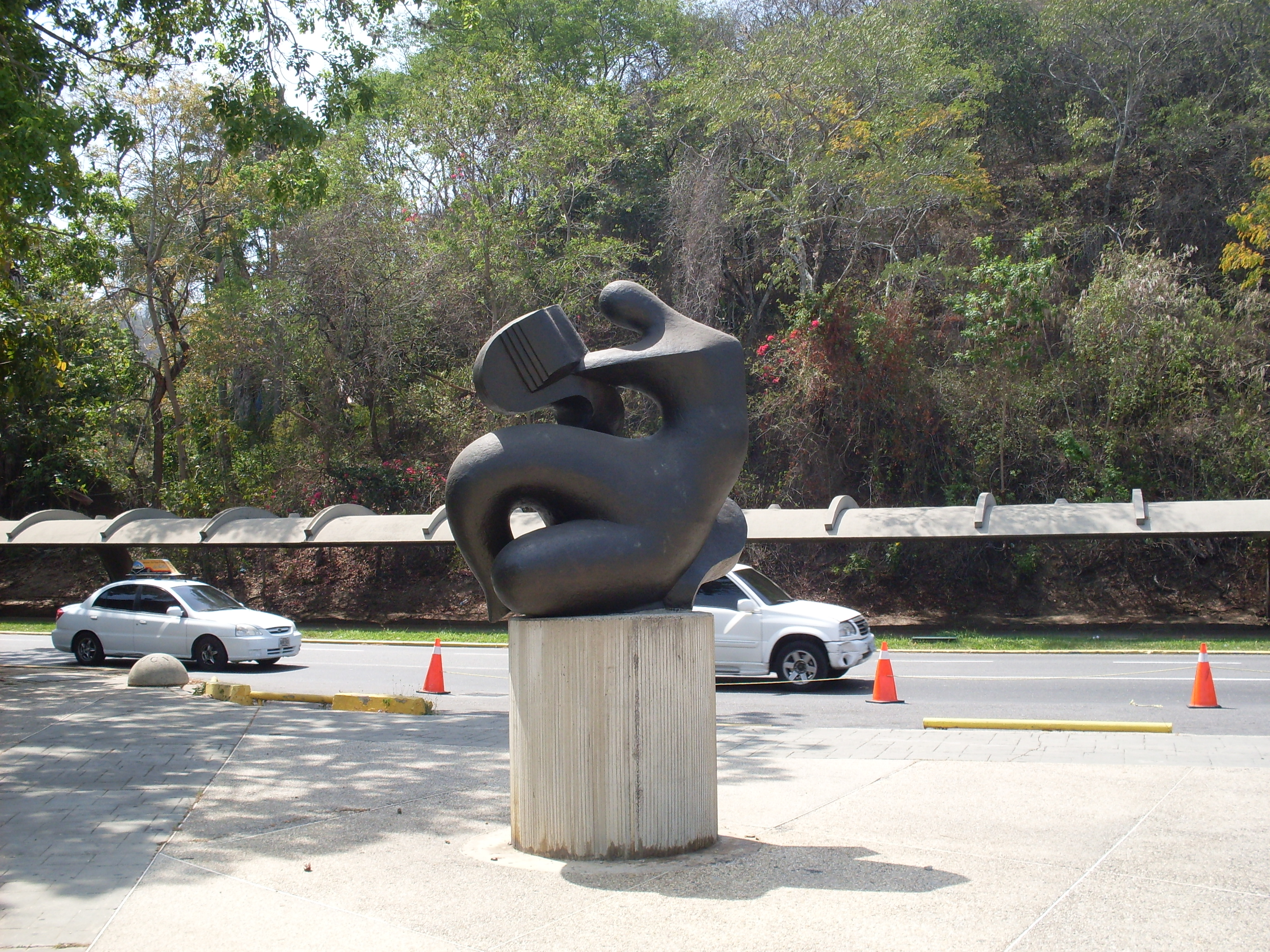
La culture de Francisco Narváez.

En 1952 il a mené à terme la statue équestre du Général Rafael Urdaneta, président vénézuélien, placée à Caracas au centre de la place La Candelaria. Il collabore ensuite avec Villanueva en exécutant diverses pièces pour la Cité Universitaire de Caracas, que le renommé architecte a conçue comme une "synthèse des Arts". L'Éducation, la Science, l'Athlète, la fresque de la chapelle universitaire, le buste de José María Vargas et la Culture, ces deux derniers sur la place du presbytère sont quelques-unes de ses œuvres placées dans le campus de l'Université Centrale du Venezuela.
En 1981 et 1982, il réalise des pièces sculptées de dimensions monumentales; une d'elles,  Gran Volumen (Grand Volume), est réalisée pour le complexe de raffinerie d'Amuay, et la deuxième, une des dernières pièces qu'il parvint à réaliser, la Armonía de Volúmenes y Espaciol (Harmonie de Volumes et Espace), pour le métro de Caracas, érigée sur la place Francisco Narváez à la sortie de la gare du Mètro de la Hoyada.
L'œuvre de Narváez se caractérise par une forte composante ethnique, exprimée dans un langage propre avec des réminiscences négroïdes et autochtones, où les volumes ont voluptés et la cadence des tropiques. Malgré sa formation artistique académique et son contact avec l'art européen, Narváez n'a jamais imité des modèles étrangers, mais il a mis l'accent sur l'emploi de matériels propres de son pays, comme les pierres de Cumarebo et Araya et les bois  indigènes; ceci fait de sa sculpture un fait artistique profondément vénézuélien, intégrant les cultures qui s'entremêlent dans le pays, et avec un grand sens de l'enracinement.
Après sa mort est créée en 1985 la Fondation Francisco Narváez, dont le siège est au même endroit que son dernier atelier de l'avenue San Martin, qui est maintenu en parfait état et où aujourd'hui fonctionne le musée Francisco Narváez Caracas.

## Galerie

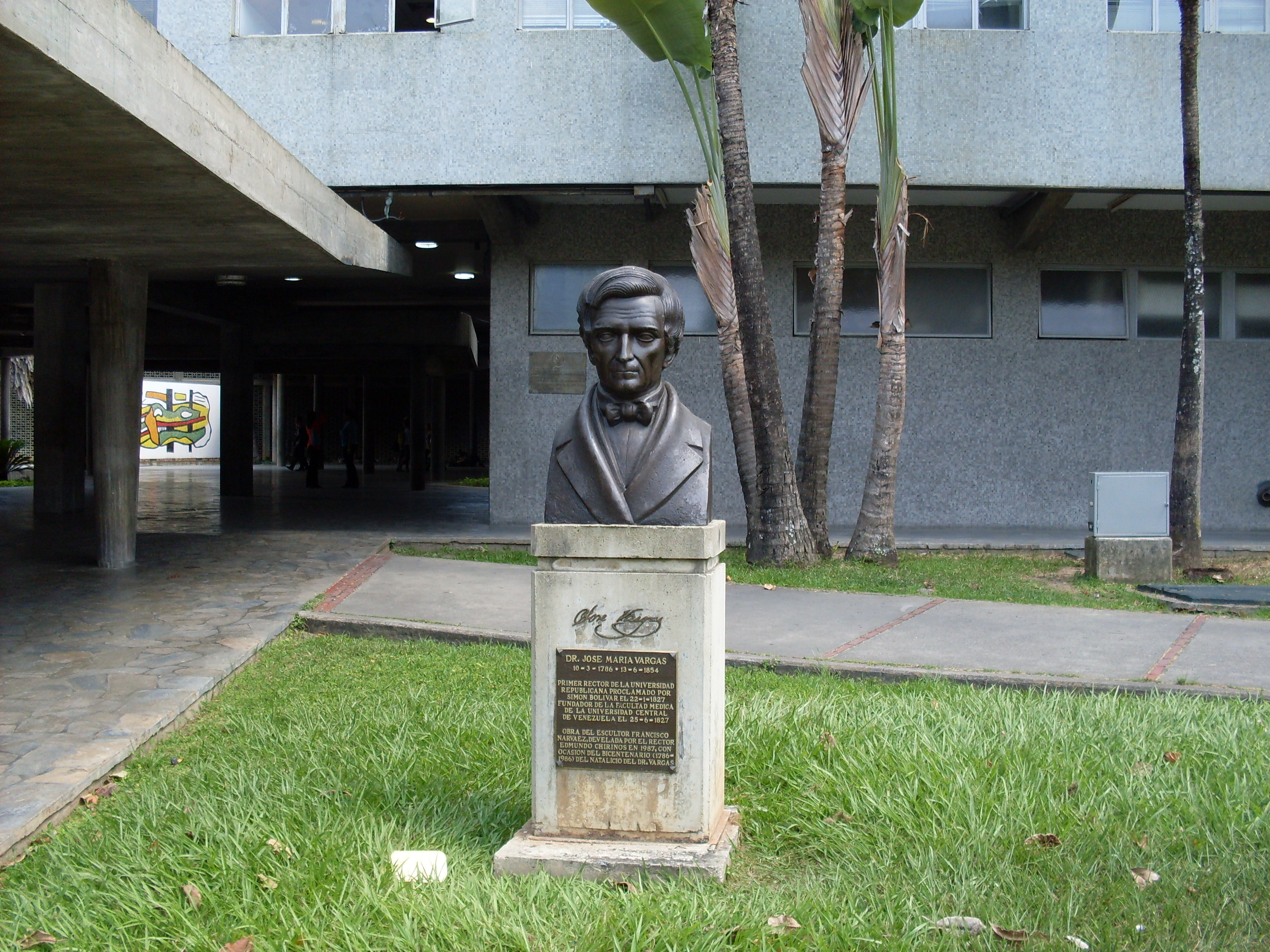
Buste Du Dr José María Vargas dans la Cité Universitaire de Caracas
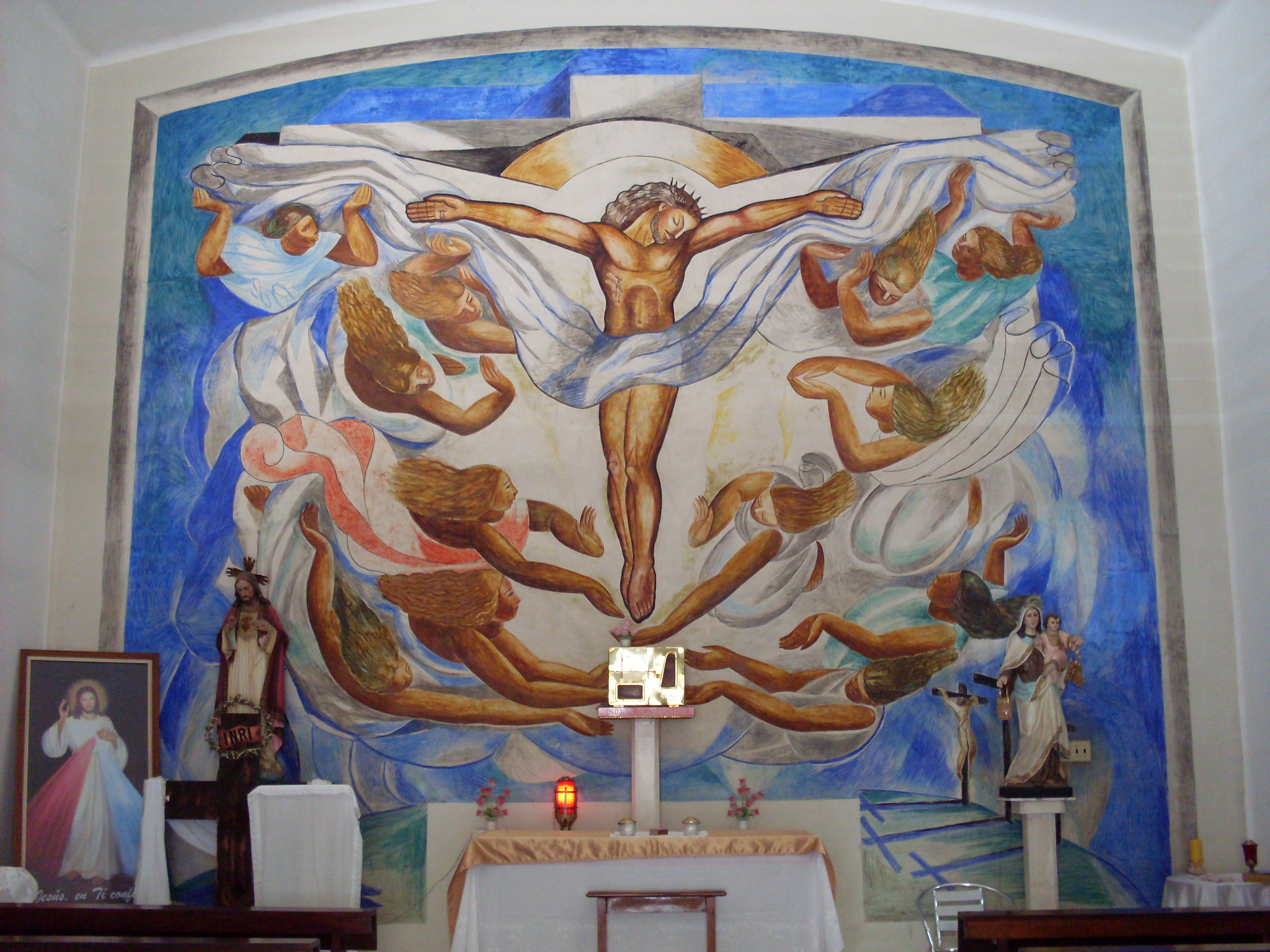
Peinture murale de Francisco Narváez dans laCité Universitaire de Caracas
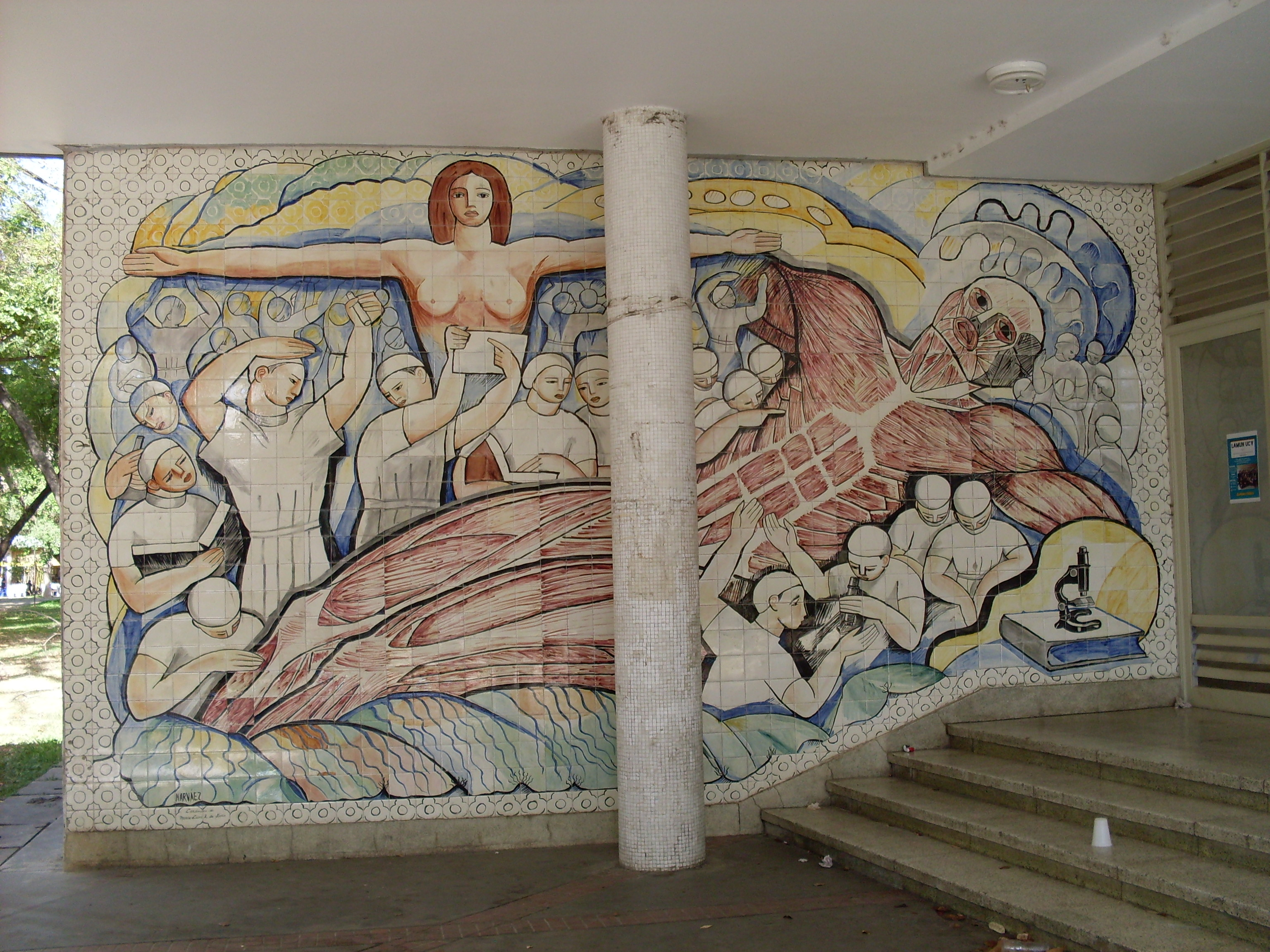
Peinture murale de Francisco Narváez placé dans l'entrée de l'Institut Anatomique de la Cité Universitaire de Caracas
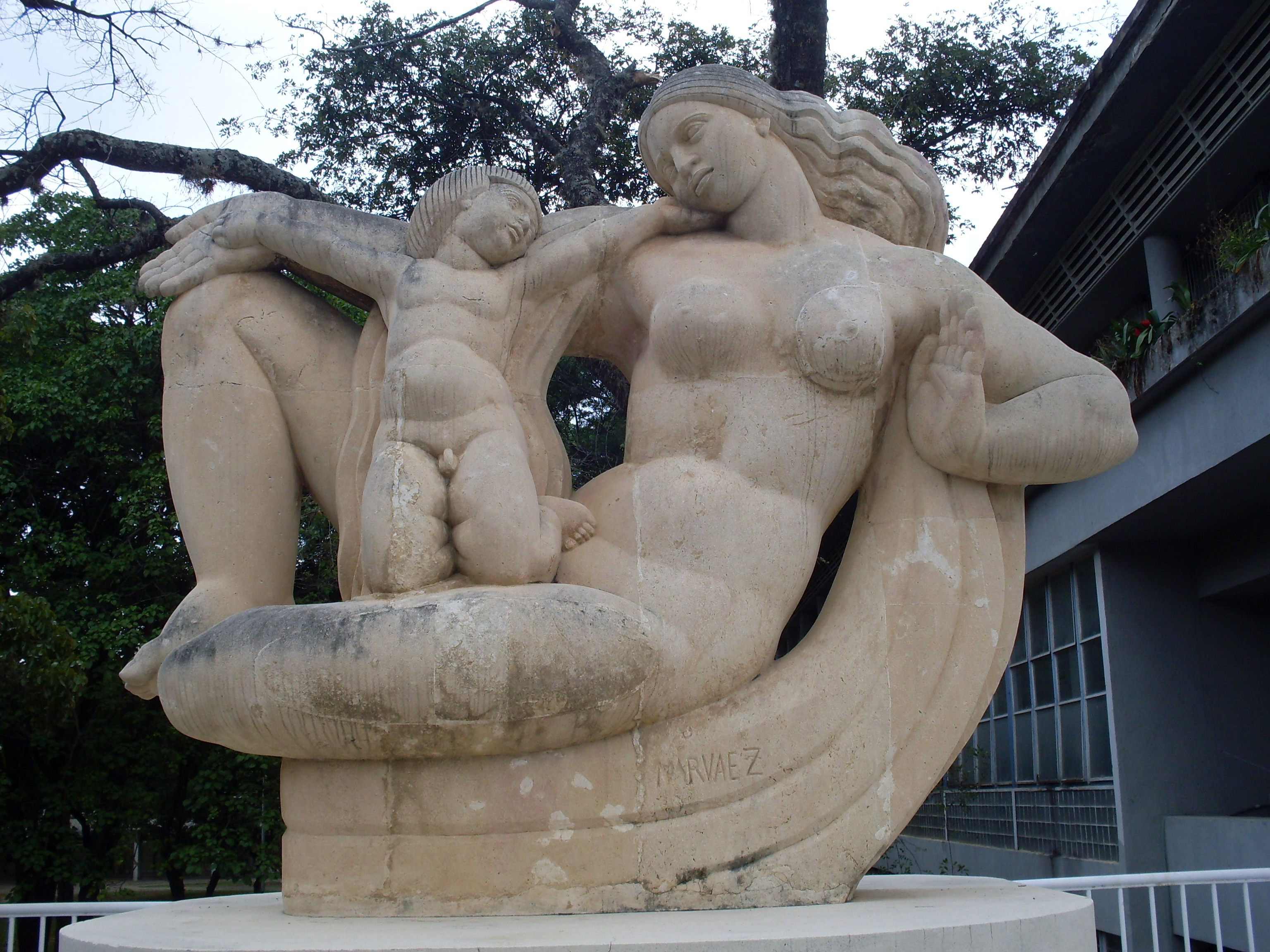
Sculpture de Francisco Narváez appelée "La Science" à l'Institut d'Anatomie de la Cité Universitaire de Caracas
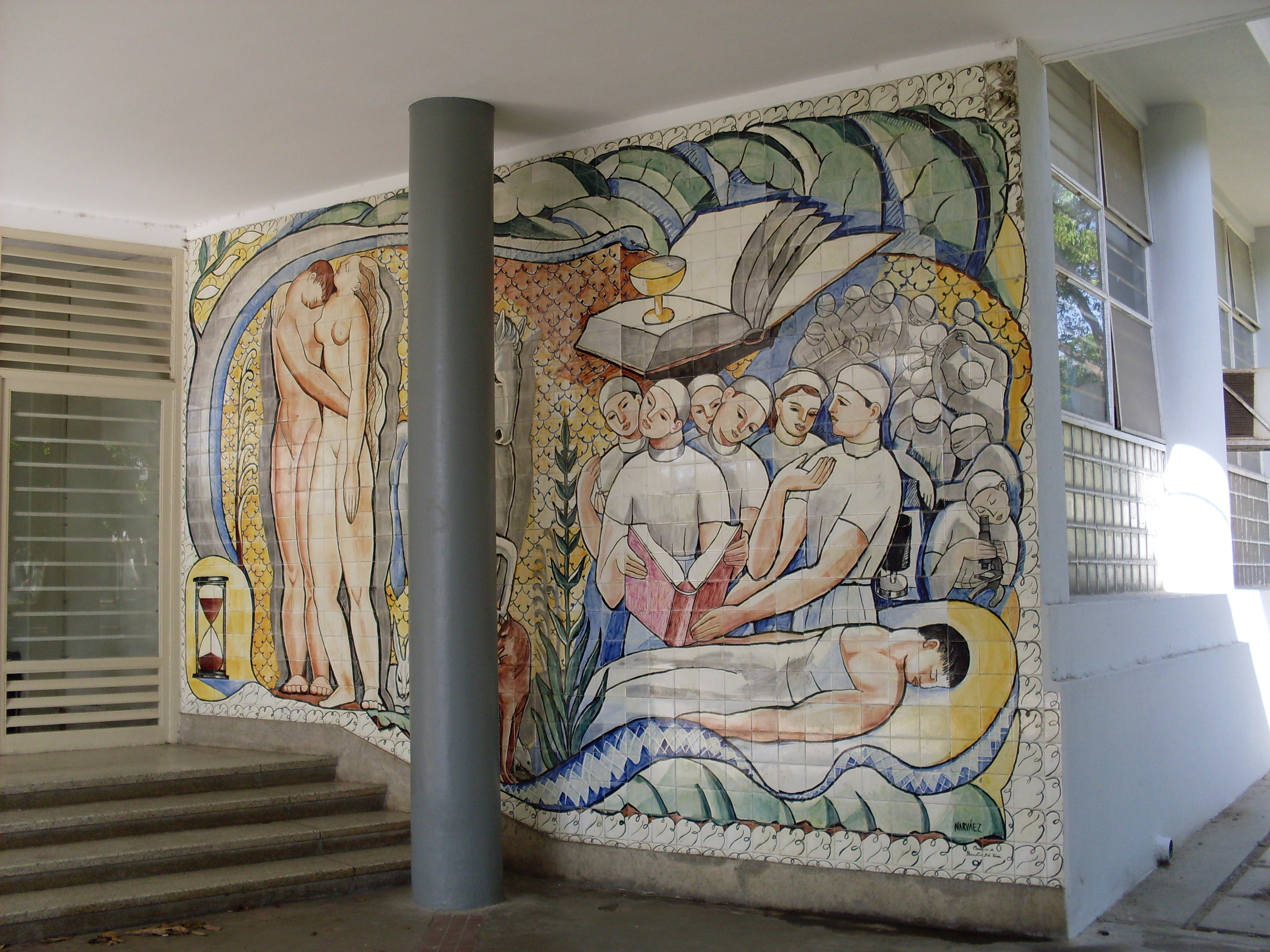
Peinture murale de Francisco Narváez placé dans l'entrée de l'Institut de Médecine Expérimentale.
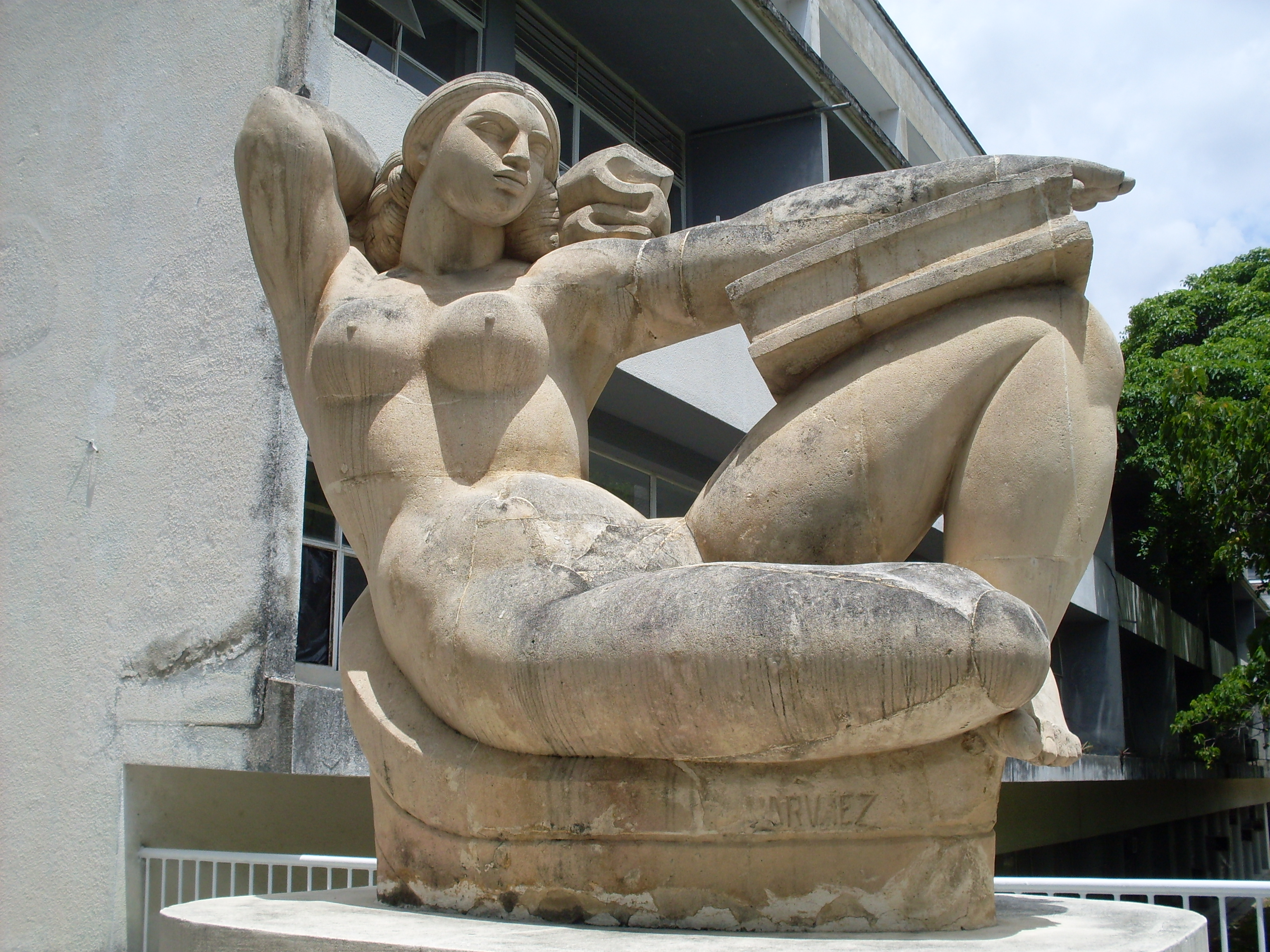
Sculpture de Francisco Narváez appelée "L'Éducation" placée dans l'Institut de Médecine Expérimentale.
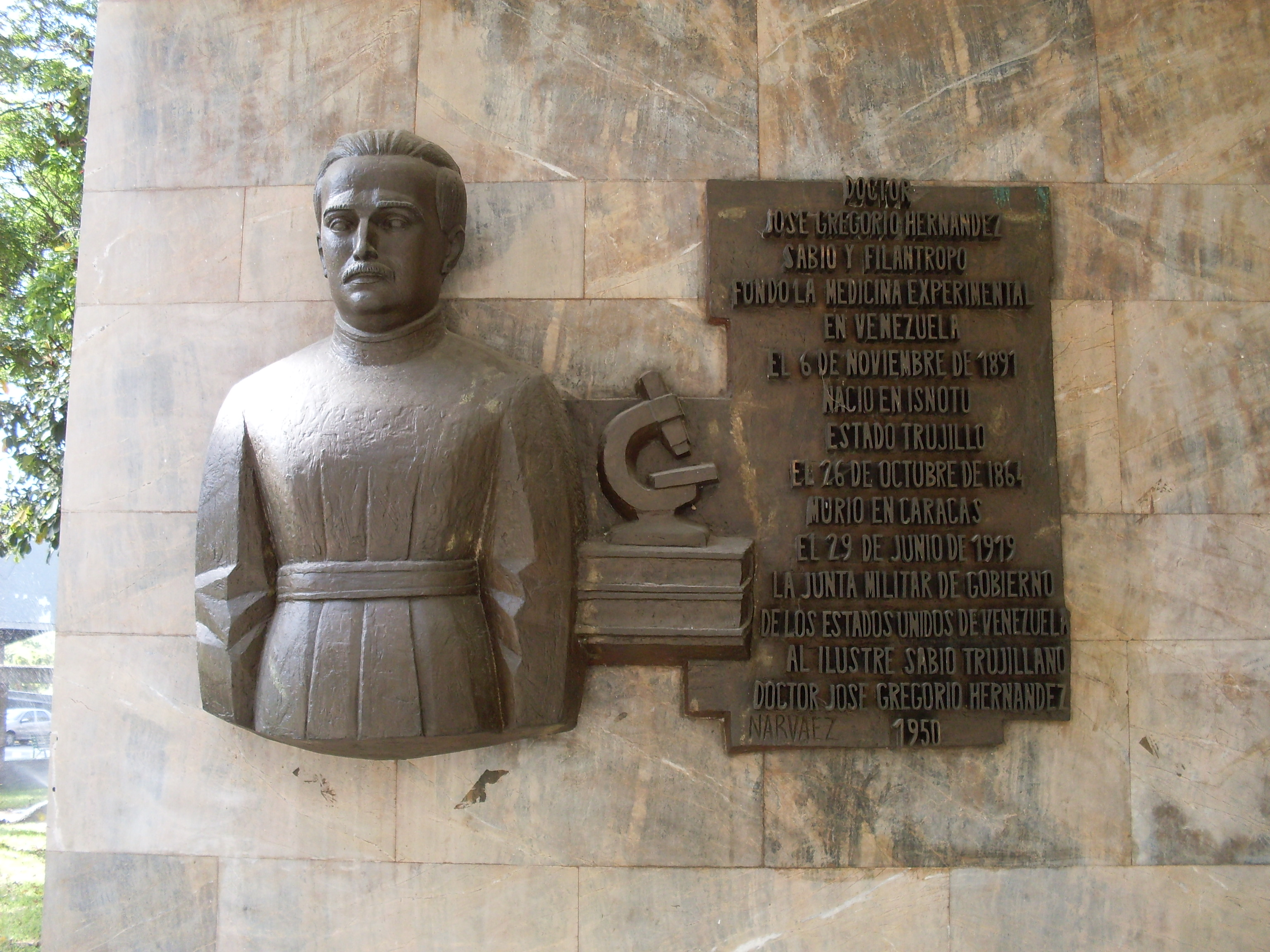
Sculpture en l'honneur de José Gregorio Hernández placée dans l'entrée de l'Institut de Médecine Expérimentale
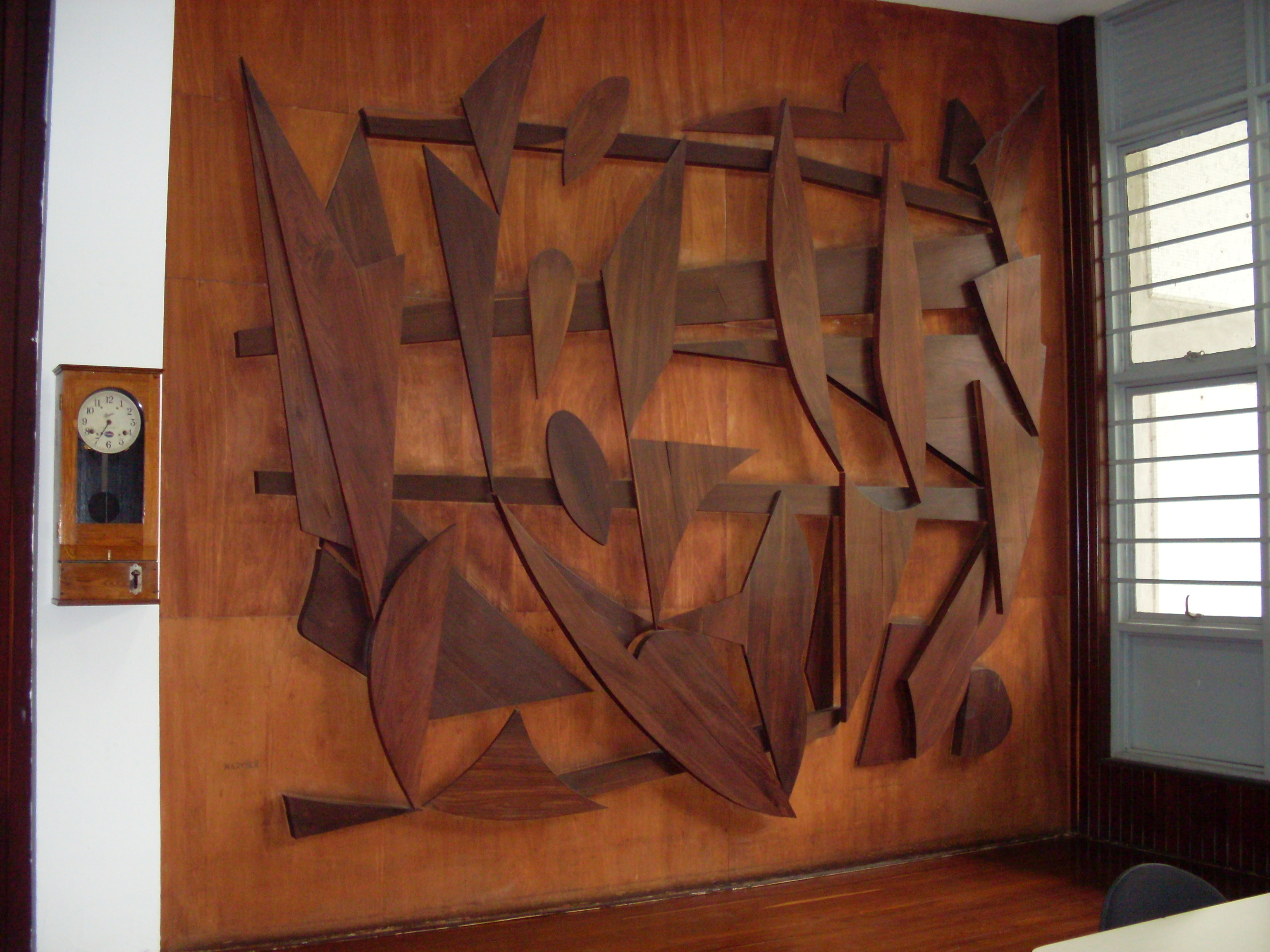
Peinture murale de Francisco Narváez placée dans le bâtiment de l'Institut Botanique, Bibliothèque.
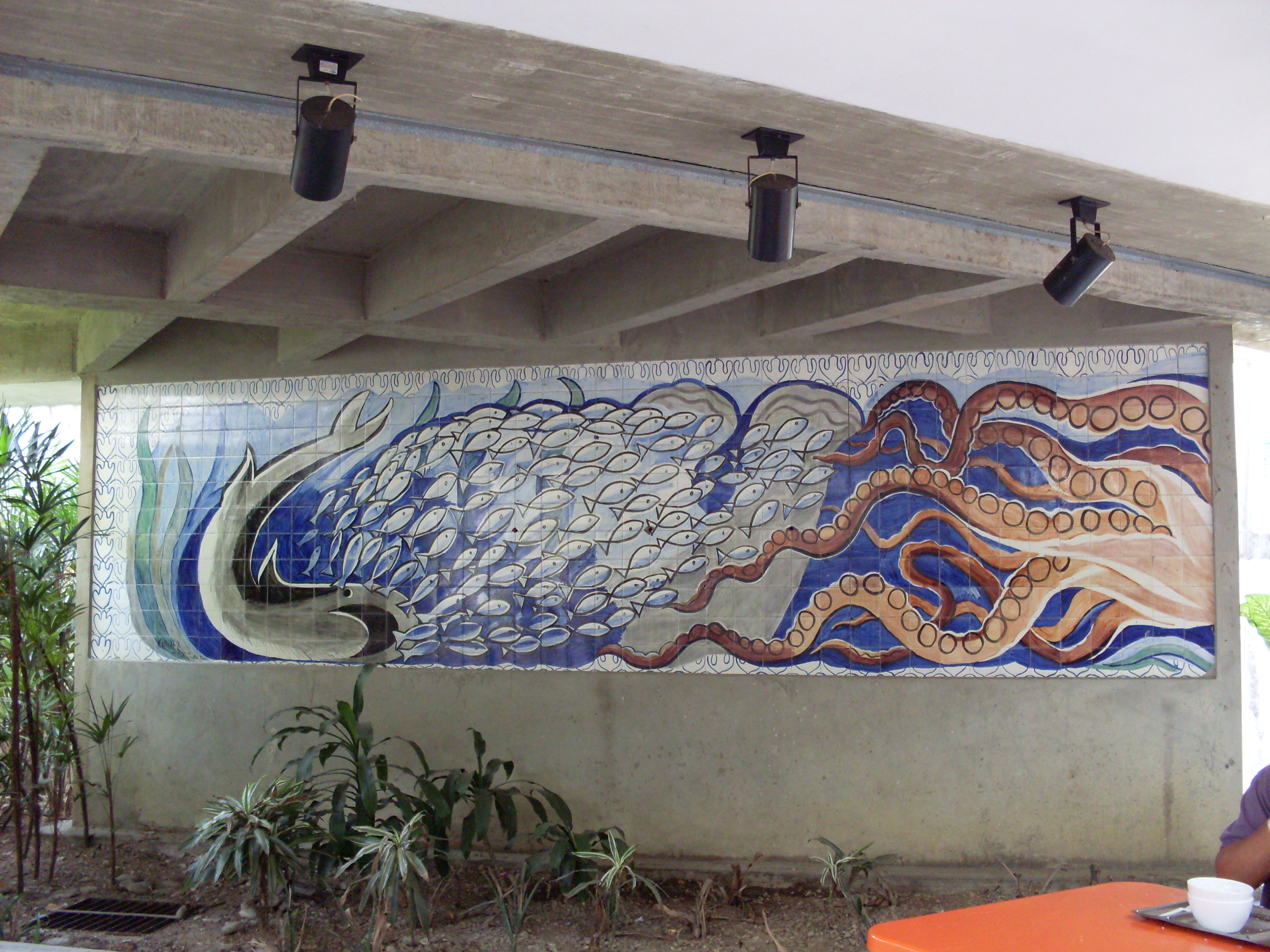
Peinture murale de Francisco Narvaéz placée au restaurant universitaire.
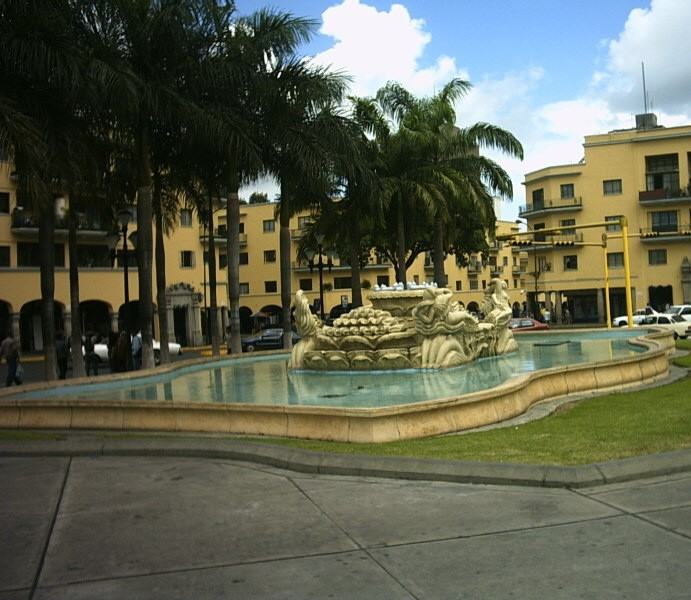
Fontaine de la place O'Leary, dans la Réurbanisation El Silencio.

## Prix et reconnaissances
- Premier prix de l'Exposition d'artisanat de l'État de Sucre, pour l'œuvre Juego de Muebles en miniatura (Jeux de Meubles  miniatures), 1916.
- Prix du Président de la République du Venezuela, créé par le Général Eliazar López Contreras, 1939.
- #Prix Nationale de Sculpture au premier Salon Officiel d'Art Vénézuélien, 1940.
- #Prix "John Boulton" au troisième Salon Officiel d'Art Vénézuélien, 1942.
- #Prix National de Peinture au neuvième Salon Officiel d'Art Vénézuélien, 1948.
- Nommé Directeur de l'École d'Arts Plastiques et Appliqués de Caracas, en 1953.
- Il participe comme représentant du Venezuela à la XXVII Biennale de Venise, en 1954.
- Médaillé de l'Ordre du Libérateur avec le grade de Chevalier", en 1955.
- Médaillé de l'Ordre Francisco de Miranda" de Première Classe 1976.
- Participant aux deuxièmes Rencontres Internationales d'Art Contemporain, à Paris, comme représentant du Venezuela, en 1979.
- Musée d'Art Contemporain "Francisco Narváez" (Museo de Arte Contemporáneo Francisco Narváez), à Porlamar, inauguré en honneur en 1979. Narváez donne environ 60 de ses sculptures et peintures au musée.